# Pulsar (groupe)
Pour les articles homonymes, voir Pulsar (homonymie).
Pulsar est un groupe de rock progressif français, originaire de Lyon, en Rhône-Alpes. Formé en 1970, le groupe est notamment influencé par Pink Floyd ou des musiciens classiques comme Gustav Mahler. Le groupe se met en pause en 1981 et se sépare en 1988, et revient occasionnellement dans les années 2000.

## Biographie

### Origines et débuts (1971–1976)
Pulsar est formé en 1971 à Lyon, en Rhône-Alpes. Les origines du groupe sont retracées en 1966 au Collège Saint-Just dans le 5e arrondissement lyonnais lorsque Jacques Roman, Gilbert Gandil et Victor Bosch forment un groupe de rhythm 'n' blues appelé Free Sound. Pendant cinq ans, ils donnent des concerts jusqu’à l'arrivée du psychédélisme qui transformera Free Sound en Pulsar.
Pulsar, qui n'arrive pas à trouver une maison de disques malgré une participation en 1971 sur une compilation nommée Groovy Pop Session, signe finalement chez Kingdom Records qui publie Pollen  en 1975. Les membres du groupe sont alors comparés à des Pink Floyd français.
Ce n'est qu'en septembre 1976 et avec la sortie de leur deuxième album, The Strands of the Future, que le groupe connaît le succès, avec 40 000 exemplaires vendus en 6 mois, ce qui en fait le deuxième meilleur vendeur du rock français de 1976. Il donne également, au cours de cette année, près de 160 concerts.

### Derniers albums et séparation (1977–1988)
Pulsar signe ensuite chez CBS et sort l'album Halloween en décembre 1977. Malgré des ventes inférieures aux espérances, il est considéré comme le meilleur album du groupe et l'un des meilleurs album du rock progressif français à l'instar du meilleur d'Ange, Atoll ou Mona Lisa. Il se dégage d'Halloween un climat onirique sans pareil. Inquiétant tout autant qu'enchanteur. Rarement un disque de progressif français dégagera une telle atmosphère, à la croisée de la musique planante, de la musique électronique naissante (d'influence krautrock) et d'une certaine froideur annonciatrice de la cold wave. L'album est empreint d'une ambiance particulière qui évoque un climat hivernal, nocturne et lunaire où chaque moment apaisé et apaisant est constamment bousculé, renversé, par des plages musicales sombres, tendues et entêtantes.
Au début des années quatre-vingt, avec le metteur en scène Bruno Carlucci, le groupe adapte un roman de l'autrichien Peter Handke, Bienvenue au conseil d'administration (1981), pour une pièce de théâtre ; il joue souvent en direct pendant les représentations. 

### Retours et post-séparation
À la suite d'une longue période de stand-by, Pulsar marque son retour en 1989 avec Görlitz. En 2001 sort une réédition CD de Bienvenue au conseil d'administration à l'occasion des 20 ans du disque (Musea). En 2002, après un passage au Baja Prog festival de Mexicali, le groupe se lance dans la production de son 6e album Memory Ashes (2007). 
En 2007, Goldmine Magazine (site de référencement d'artiste rock et rock progressif) classe Halloween dans le top 25 des albums incontournables du rock progressif, au côté de Pink Floyd, de Genesis, de Yes, Jethro Tull, Caravan,  et UK.
En 2013, Jacques Roman et Gilbert Gandil participent à l'album Way to Lhassa en tant que membres du groupe Siiilk.

## Membres
- Jacques Roman - synthétiseur, clavier, Mellotron (1970-1988, 2002, 2007)
- Victor Bosch - batterie, percussions (1970-1988, 2002, 2007)
- Gilbert Gandil - guitare, chant (1970-1988, 2002, 2007)
- Roland Richard - piano, flûte (1970-1988, 2002, 2007)
- Philippe Roman - basse, voix, composition (1970-1976)
- Michel Masson - basse (1976-1981)
- Louis Paralis - basse (depuis 1981)

## Discographie
- 1975 : Pollen
- 1976 : The Strands of the Future
- 1977 : Halloween
- 1981 : Bienvenue au conseil d'administration
- 1989 : Görlitz
- 2007 : Memory Ashes